# Aston Martin AMR22
Der Aston Martin AMR22 ist der Formel-1-Rennwagen von Aston Martin für die Formel-1-Weltmeisterschaft 2022. Er ist der vierte Formel-1-Wagen des Teams und wurde am 10. Februar 2022 in Silverstone präsentiert.

## Technik und Entwicklung
Wie alle Formel-1-Fahrzeuge des Jahres 2022 ist der Aston Martin AMR21 ein hinterradangetriebener Monoposto mit einem Monocoque aus kohlenstofffaserverstärktem Kunststoff (CFK). Außer dem Monocoque bestehen auch viele weitere Teile des Fahrzeugs, darunter die Karosserieteile und das Lenkrad aus CFK. Auch die Bremsscheiben sind aus einem mit Kohlenstofffasern verstärkten Verbundwerkstoff.
Der AMR22 ist das Nachfolgemodell des AMR21. Da das technische Reglement zur Saison 2022 erhebliche Veränderungen umfasst, ist das Fahrzeug größtenteils eine Neuentwicklung.
Angetrieben wird der AMR22 von einem 1,6-Liter-V6-Motor von Mercedes in der Fahrzeugmitte mit Turbolader sowie einem 120 kW starken Elektromotor, es ist also ein Hybridelektrokraftfahrzeug. Erstmals in der Formel 1 wird 2022 Benzin mit 10 % Bioethanol eingesetzt. Das sequentielle Getriebe des Wagens stammt von Mercedes und hat acht Gänge. Die Gangwechsel werden mit Schaltwippen am Lenkrad ausgelöst. Das Fahrzeug hat nur zwei Pedale, ein Gaspedal (rechts) und ein Bremspedal (links). Genau wie viele andere Funktionen wird die Kupplung, die nur beim Anfahren aus dem Stand gebraucht wird, über einen Hebel am Lenkrad bedient.
Die Gesamtbreite des Fahrzeugs beträgt 2000 mm, die Höhe 970 mm. Der Frontflügel hat eine Breite von 2000 mm, der Heckflügel von 1050 mm sowie eine Höhe von 910 mm. Der Diffusor ist 175 mm hoch sowie 1050 mm breit. Der Wagen ist mit 305 mm breiten Vorderreifen und mit 405 mm breiten Hinterreifen des Einheitslieferanten Pirelli auf 18-Zoll-Rädern ausgestattet.
Der AMR21 hat, wie alle Formel-1-Fahrzeuge seit 2011, ein Drag Reduction System (DRS), das durch Flachstellen eines Teils des Heckflügels den Luftwiderstand des Fahrzeugs auf den Geraden verringert, wenn es eingesetzt werden darf. Es wird mit einem Schalter am Lenkrad aktiviert.
Der AMR21 ist mit dem Halo-System ausgestattet, das einen zusätzlichen Schutz für den Kopf des Fahrers bietet.
Zum Großen Preis von Spanien brachte Aston Martin ein großes Upgrade mit neuen Seitenkästen, Unterboden und Motorabdeckung, die dem Konkurrenzwagen RB18 von Red Bull Racing sehr stark ähneln. Die FIA sah darin keine Designkopie und erklärte den Wagen für legal.

## Lackierung und Sponsoring
Der AMR22 ist in Dunkelgrün lackiert, zusätzlich gibt es Farbakzente in Limettengrün.
Neben Aston Martin werben Bombardier, Cognizant Technology Solutions, Crypto.com, EPOS, IFS, Joseph Cyril Bamford (JCB), Juniper Networks, NetApp, Oakley, Peroni, TikTok, Pirelli, Saudi Aramco und SentinelOne auf dem Fahrzeug.

## Fahrer
Aston Martin tritt in der Saison 2022 erneut mit den Fahrern Sebastian Vettel und Lance Stroll an.
Vor dem Saisonauftakt in Bahrain wurde Vettel positiv auf SARS-CoV-2 getestet. Er wurde für dieses Rennen sowie den nachfolgenden Großen Preis von Saudi-Arabien durch Ersatzfahrer Nico Hülkenberg vertreten.
| Fahrer                          | Nr.                             | 1   | 2   | 3   | 4  | 5    | 6  | 7  | 8    | 9  | 10 | 11 | 12 | 13 | 14 | 15 | 16  | 17 | 18 | 19  | 20 | 21 | 22 | Punkte | Rang |
| ------------------------------- | ------------------------------- | --- | --- | --- | -- | ---- | -- | -- | ---- | -- | -- | -- | -- | -- | -- | -- | --- | -- | -- | --- | -- | -- | -- | ------ | ---- |
| Formel-1-Weltmeisterschaft 2022 | Formel-1-Weltmeisterschaft 2022 |     |     |     |    |      |    |    |      |    |    |    |    |    |    |    |     |    |    |     |    |    |    | 55     | 7.   |
| L. Stroll                       | 18                              | 12  | 13  | 12  | 10 | 10   | 15 | 14 | *16* | 10 | 11 | 13 | 10 | 11 | 11 | 10 | DNF | 6  | 12 | DNF | 15 | 10 | 8  | 55     | 7.   |
| S. Vettel                       | 05                              | INJ | INJ | DNF | 8  | *17* | 11 | 10 | 6    | 12 | 9  | 15 | 11 | 10 | 8  | 14 | DNF | 8  | 6  | 8   | 14 | 11 | 10 | 55     | 7.   |
| N. Hülkenberg                   | 27                              | 17  | 12  |     |    |      |    |    |      |    |    |    |    |    |    |    |     |    |    |     |    |    |    | 55     | 7.   |